# Bladud
Bladud o Blaiddyd va ser un rei llegendari dels Britons, de l'existència del qual no n'hi ha cap prova històrica. Jofre de Monmouth a la Historia Regum Britanniae va ser el primer que el mencionà i diu que era fill del rei Rud Hud Hudibras, i el desè en la línia de successió del primer rei, Brutus. En gal·lès s'escriu en la forma Blaiddyd. En aquesta obra es diu que va ser el fundador de la ciutat de Kaerbadum o Caervaddon (Bath, Somerset).
Hauria regnat durant vint anys de 863 aC o potser 500 BC, Bath (que en realitat va ser creada pels romans).

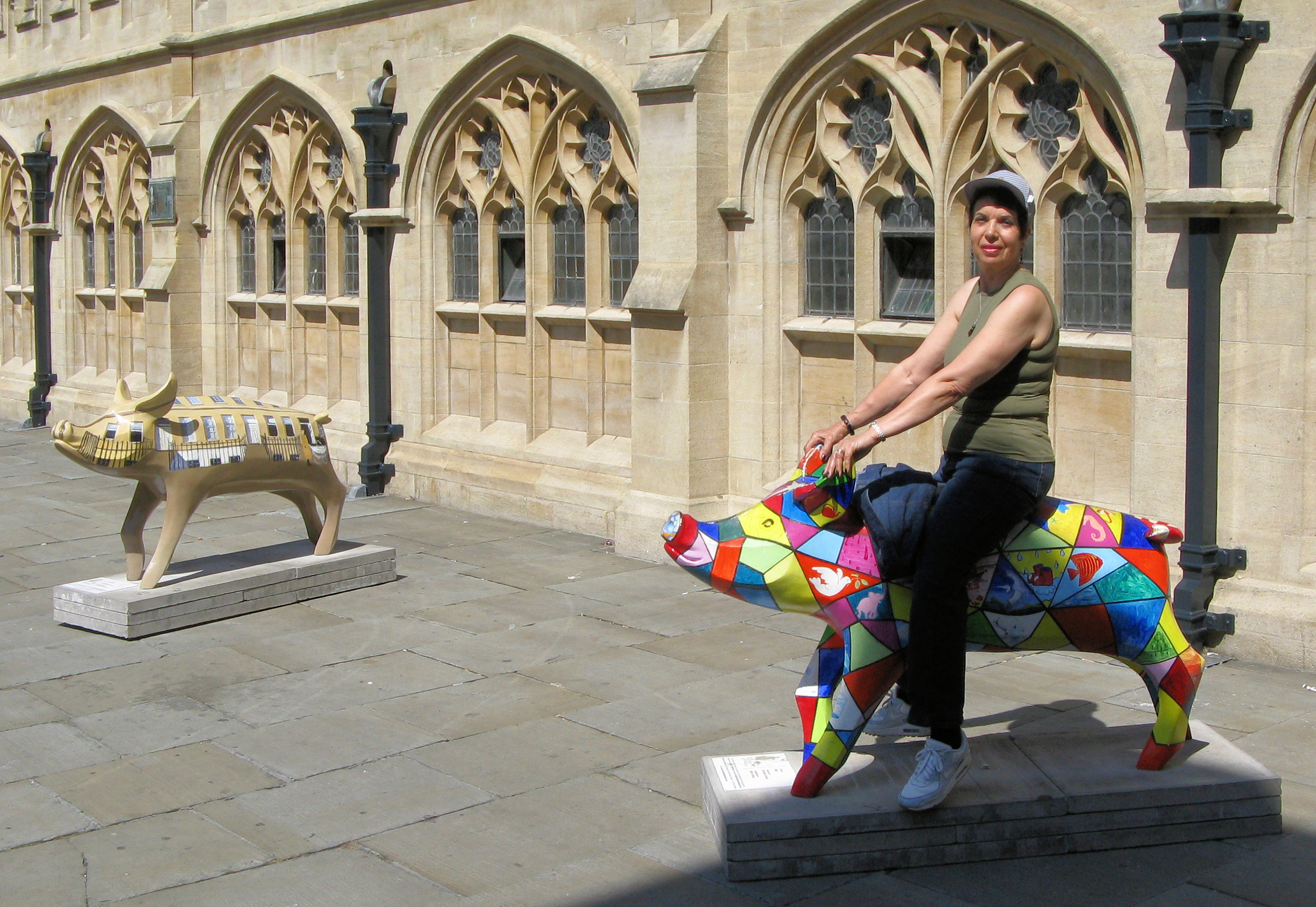
Decoració amb porcs a Bath anomenada "King Bladud's Pigs in Bath"

Segons la llegenda, aquest rei va agafar la lepra a Atenes i a la tornada a Anglaterra l'empresonaren, s'escapà i treballà en una granja de porcs a Swainswick on observà que els porcs no agafaven malalties de la pell quan es cobrien de fang i imitant-los es guarí de la lepra.
Hauria practicàt la necromància o endevinació a través dels esperits dels morts. Amb això es diu que va construir-se ales i que va volar del temple d'Apol·lo a Trinovantum (Londres) o Troja Nova, però va morir en el vol. El va succeir el seu fill Leir.